# Sangalopsis flaviplaga
Sangalopsis flaviplaga là một loài bướm đêm trong họ Geometridae.